# Sveti Filip i Jakov
Sveti Filip i Jakov (korábban Filipjakov) falu és község Horvátországban Zára megyében. Közigazgatásilag Donje Raštane, Gornje Raštane, Sikovo, Sveti Petar na Moru és Turanj települések tartoznak hozzá.

## Fekvése
Zárától légvonalban 24 km-re, közúton 26 km-re délkeletre, Biograd na Morutól 3 km-re északnyugatra, Dalmácia északi részén, a Pašman-csatorna partján fekszik. A község legfejlettebb mezőgazdasági területe a Vránai-medence, fő terményei a gabonafélék, a burgonya, a takarmánynövények és a zöldségfélék. A mezőgazdasági terület mintegy ötödét szőlőültetvények és gyümölcsösök képezik. A tengerparti részen elsősorban olajfaültetvények találhatók. Ez a terület túlnyomóan egyenletesen sík, helyenként domb méretű magaslatokkal. A magasabb hegyek a 156 méteres Pećina és a 138 méteres Crni krug a parttól mintegy másfél kilométerre találhatók. Köztük található a 154 méteres Gradina. Az éves középhőmérséklet 14,7 °C.

## Története
Sveti Filip i Jakov helyén már az ókorban kis liburn település állt, melynek szárazon rakott falmaradványai ma is láthatók. Az innen származó régészeti leletek pedig a biogradi múzeumban találhatók. E terület jelentőségét Biograd királyi városának közelsége jelentette, melynek birtoka volt abban az öbölben ahol a mai település fekszik. A mai Szent Rókus templom körül feküdt Rogovo falu és Dvorine erődje. Maga a templom eredete a római korra nyúlik vissza, így a Tengermellék középkori építményei között is ritka kivételt képez. Rogovótól a partra vezető legrövidebb úton állt egy kis középkori templom, melyet Szent Fülöp és Jakab apostolok tiszteletére szenteltek. A későbbi település erről a rogovói apát által építtetett kis templomról kapta a nevét. Az apát címere a templom kapuzatán ma is látható. A rogovói apátság a településtől északkeletre fekvő mezőn állt és a török háborúk idején pusztult el. Az erődített apátsági épületeket pincéivel, olajpréseivel és az apátsági templomot az írott források már a 13. századtól említik. A település mai neve a 15. században fordul elő először írott forrásban “San Filip e Giacomo di Rogovo” alakban, ekkoriban még Rogovo kikötőjeként (Molum Rogoue) tartották számon. Ezt a területet még IV. Krešimir horvát király adományozta a 11. században a biogradi Szent János bencés kolostornak. A település mai magja a 16. és a 17. században keletkezett. A régi településmag bejáratánál áll a „Kaštel”, az apátsági vár maradványa, melynek falába az egyik rogovói apát Domenico Grimani sírköve (1496.) látható befalazva. A török háborúk idején a települést több támadás is érte. 1580-ig a település megerősítéséig a lakosságnak gyakran kellett menekülni. Végül a kandiai háború idején (1645 és 1647 között) a Leonardo Foscolo vezette velencei hadak rombolták le. A mai település a török kiűzése után a 17. század végén és a 18. század elején épült fel. A település 1797-ig a Velencei Köztársaság része volt, majd miután a francia seregek felszámolták a Velencei Köztársaságot és a campo formiói béke értelmében osztrák csapatok szállták meg. 1806-ban a pozsonyi béke alapján az Első Francia Császárság Illír Tartományának része lett. 1815-ben a bécsi kongresszus újra Ausztriának adta, amely a Dalmát Királyság részeként Zárából igazgatta 1918-ig. A településnek 1857-ben 371, 1910-ben 596 lakosa volt. Az első világháború után előbb a Szerb-Horvát-Szlovén Királyság, majd Jugoszlávia része lett. A második világháború idején a szomszédos településekkel együtt Olaszország fennhatósága alá került. Az 1943. szeptemberi olasz kapituláció után horvát csapatok vonultak be a településre, amely ezzel visszatért Horvátországhoz, majd ismét Jugoszlávia része lett. A településnek 2011-ben 1667 lakosa volt, akik főként mezőgazdasággal, állattenyésztéssel, halászattal foglalkoztak.

## Lakosság
| Lakosság változása | Lakosság változása | Lakosság változása | Lakosság változása | Lakosság változása | Lakosság változása | Lakosság változása | Lakosság változása | Lakosság változása | Lakosság változása | Lakosság változása | Lakosság változása | Lakosság változása | Lakosság változása | Lakosság változása | Lakosság változása |
| ------------------ | ------------------ | ------------------ | ------------------ | ------------------ | ------------------ | ------------------ | ------------------ | ------------------ | ------------------ | ------------------ | ------------------ | ------------------ | ------------------ | ------------------ | ------------------ |
| 1857               | 1869               | 1880               | 1890               | 1900               | 1910               | 1921               | 1931               | 1948               | 1953               | 1961               | 1971               | 1981               | 1991               | 2001               | 2011               |
| 371                | 367                | 311                | 403                | 515                | 596                | 738                | 800                | 889                | 1.002              | 1.189              | 1.325              | 1.451              | 1.645              | 1.661              | 1.667              |

## Nevezetességei
- Szent Fülöp és Jakab apostolok tiszteletére szentelt plébániatemplomának[6] elődje egy kis templom volt, amely a rogovói apátságtól a tengerpart felé vezető út mellett állt. Ezt a templomot 1125-ben lerombolták, majd a 14. században újjáépítették. 1707-ben átépítették, 1750-ben pedig Szent Mihály főangyal tiszteletére szentelték fel, melyet a templom belsejében a bal oldali falon látható glagolita felirat is megerősít. A templomban egy híres 14. századi gótikus feszületet őriznek, melyet a rogovói Szent Rókus templomból hoztak át. Egyhajós épület sekrestyével és négy márvány oltárral. A főoltár szentségtartója fémből készült, oltárképén a Szűzanya gyermekével, Szent Mihály főangyal és Szent Jakab apostol társaságában látható. A mellékoltárok Szent Antal (szoborral), Szent József (szoborral) és a Lourdes-i Szűzanya (szoborral) tiszteletére vannak szentelve. A falakon a Rózsafüzér királynője és Tavelics Szent Miklós képei (olaj, vászon) láthatók. A szembemiséző oltár és a szenteltvíztartó kőből készült. Harangtornyában három harang található.[3]
- Szent Fülöp és Jakab apostolok tiszteletére szentelt új plébániatemploma a régi temető helyén épült. Felszentelését 1991-ben Marijan Oblak zárai érsek végezte. A templom egyhajós épület sekrestyével. Szembemiséző oltára és ambója kőből, a szentségtartó fából készült. A falfülkékben Szent Fülöp és Szent Jakab szobrai láthatók. A bejárat melletti kis kápolnában a Lourdes-i Szűzanya szobrát őrzik. A templom alatt sírbolt található.[3]
- A rogovói Szent Rókus templom[7] római kori ókeresztény eredetű, a horvát kulturális örökség része. Egyhajós, kőből épített templom, homlokzata felett kétnyílású harangépítménnyel, benne két haranggal.[3] Oldalfalain lőrésszerű szűk ablakok láthatók.
- A Frmić-szigeten egy ősi villa rustica maradványait találták, a szigetecske nyugati oldalán pedig egy kisebb móló elsüllyedt maradványai találhatók. A villa maradványai között található egy érdekes medence dongaboltozattal. Az L alakú móló 1–7 méter mélységben helyezkedik el. Tört kőből épült, amely körül kikötőkövek találhatók és vannak ősi kerámia maradványok is. A mólóval rendelkező villa története a késő ókor idejére nyúlik vissza.[8]
- A rogovói udvarház téglalap alaprajzú falai a Sv. Filip i Jakov-Sikovo út mentén állnak. Az udvarház mérete 29x21 méter volt, az északkeleti sarkán található kastéllyal. Valószínűleg a bencés apátság építette a Rogovón a 11. században. Az udvarház, mely lakó és gazdasági célokat egyaránt szolgált, virágkorát a  14. században élte. A törökök bevonulásával lebontották, majd a 16. század végén kibővítették a török őrség és a vámház számára. A falak helyenként 3,00 m magasságig állnak. A feltárások során megtalálták az egykori válaszfalak alapjait, valamint a késő középkori kerámiák sokasága került elő.[9]